# Savur-Mohyla
Savur Mohyla, někdy psáno také Savur Mogyla nebo Saur Mohyla, je strategická vyvýšenina (277,9 metrů nad mořem), ve stepi 12 kilometrů jižně od města Snižne v Doněcké oblasti na východní Ukrajině.

## Archeologie
Návrší tvoří pískovcové podloží s hlínou nasypanou v dřevěné srubové konstrukci. Bylo původně jen kurganem - mohylou z období pravěké Srubové kultury. Bylo navršeno nad hroby mezi XVII. až XII. stoletím před naším letopočtem. Podle archeologických výzkumů z let 1856-1857 a z roku 1932 má okrouhlý tvar o průměru zhruba 150 metrů a výšku kolem 6 metrů.

## Etymologie
Termín Savur je podle jedné interpretace odvozen z tureckého výrazu Sauyr, což označuje stepní návrší ve tvaru koňského zadku.

## Historie
Mohyla se během Velké vlastenecké války stala místem intenzivních bojů, když se ji sovětští vojáci snažili získat z rukou Wehrmachtu. V roce 1963 zde byl na vrcholu hory umístěn památník, věnovaný vojákům padlým zde v letech 1941 - 1943.
V průběhu Války v Donbasu byl památník zničen v srpnu 2014 v bojích mezi proruskými silami a ukrajinskou armádou.

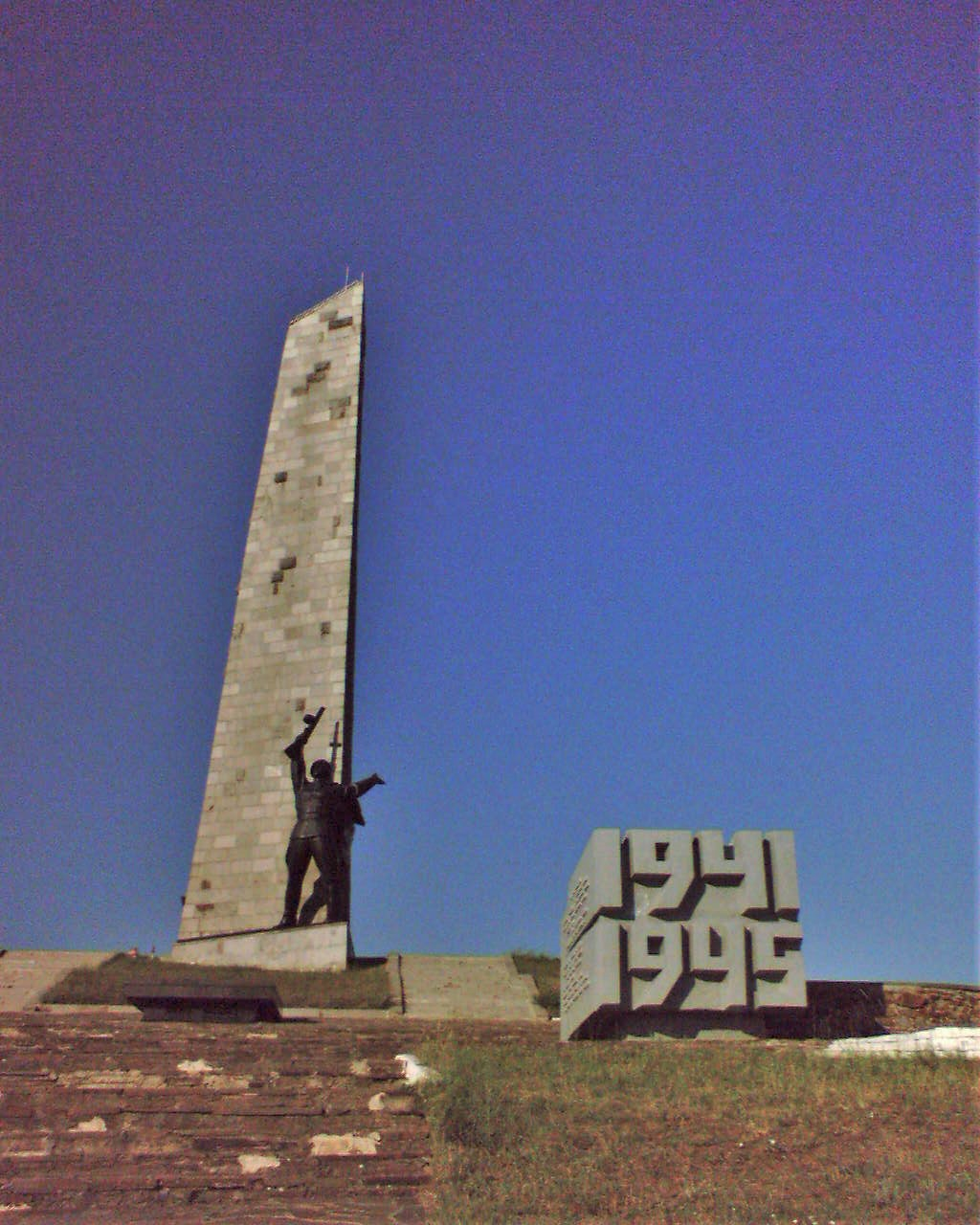
Památník před zničením